# Међународни незаштићени назив
Међународни незаштићени назив лека (енгл. International Nonproprietary Name – INN) је уобичајено име лека (лековите супстанце или њихове комбинације) које препоручује Светска здравствена организација. Ранији назив за INN је био генеричко име. Светска здравствена организација предлаже INN латинску, енглеску, француску, шпанску и руску верзију имена. Међународно незаштићено име лека исто је у целом свету (до на транслитерацију), и у фармацији има улогу сличну оној коју IUPAC номенклатура има у хемији, али су IUPAC називи због своје дужине непрактични за лековите супстанце.

## Примери наставака
При грађењу мећународних незаштићених назива лекова тежи се да наставци означавају припадност фармаколошкој групи, а често се на основу наставака даје назив одговарајућој групи лекова. Примери наставака су:
- -прил за АЦЕ инхибиторе
- -коксиб за селективне COX2 инхибиторе – коксибе
- -статин за инхибиторе HMG-CoA редуктазе – статине
- -олол за адренергичке бета блокаторе
- -цилин за пеницилинске деривате

## Остали називи лекова
Произвођачи лекова могу дати било које име леку, и могу га регистровати као трговачку марку ако је то име различито од међународног незаштићеног имена. Такво име постаје заштићени назив лека и као робна марка може се обнављати неограничено дуго.
Уколико за неки лек не постоји међународни незаштићени назив, може се користити фармакопејско име. Фармакопејско име се користи за неке вакцине, киселине, соли натријума, калијума и сл. Фармакопејски назив лека је по правилу дат на латинском језику, и најчешће је идентичан латинској везији INN-а (ако постоји).
Хемијски назив може бити IUPAC или  име, али се у свакодневној употреби не користи.